# 视差 (航海家号)
（Parallax）是科幻电视剧《星际旅行：航海家号》的第三集，于1995年1月23日在联合派拉蒙电视网（UPN）首播。

## 情节
航海家号正在曲速下航行时，一股异常的力量让它在一处量子奇点的事件視界旁退出了曲速。航海家号的传感器在事件視界中发现了一艘船，珍妮薇舰长开始呼叫他们。但并未收到回应，于是珍妮薇下令用牵引光束将那艘船拖离事件視界。但这个尝试损坏了航海家号，于是珍妮薇打算向附近的地区求助。但是，几次离开量子奇点的尝试都把航海家号引回了被困飞船的地点，这让船员们发现了一个惊人的事实。
他们发现航海家号就是被困在量子奇点中的那艘船。他们最初退出曲速时就已经进入了事件視界，并在此后缓慢地向奇点坠落。量子奇点本身的属性导致了一艘“时空反射”的航海家号出现。而唯一出去的方法便是再次通过进入事件視界时产生的“孔洞”。但是，洞口已经开始崩塌，因此珍妮薇与朵芮丝乘坐一艘穿梭机去扩张该洞口，以让航海家号可以穿过它。
这个尝试最终获得了成功，航海家号冲出了困境，继续它的旅程。

## 角色发展
在航海家号被拖到第四象限还与卡松人发生了一场战斗后，船上失去了许多船员。而马奇船船员的补充在某种程度上解决了这个问题，但仍有包括总轮机长在内的几个职位处于空缺状态。
珍妮薇舰长认为星际舰队军官才是适合轮机长职位的最佳人选，并觉得马奇人贝拉娜·朵芮丝还没有为她的任命作好准备。但珍妮薇的大副查可泰不赞成她的意见：查可泰曾是朵芮丝的舰长，并因此对她的能力了如指掌。在朵芮丝提出了几个富有创意的解决方案，并与珍妮薇有了简短的谈话后，珍妮薇最后给了她轮机长的职位。